# Julius Obsequens
Julius Obsequens (ou Júlio Obsequente) foi um escritor da Antiga Roma que acredita-se que viveu em meados do quarto século. O único trabalho conhecido associado ao seu nome é Liber de prodigiis (ou Prodigiorum Liber, Livro dos Prodígios). De prodigiis é uma compilação dos fenômenos que aconteceram em Roma entre 249 a.C. e 12 d.C.
O trabalho foi impresso pela primeira vez em pelo humanista veneziano Aldus Manutius em 1508, com base em um manuscrito que pertencia a Giovanni Giocondo|Jodocus de Verona, atualmente perdido. Teve grande importância a edição do humanista Conrad Lycosthenes de 1552, porque ele tentou reconstruir partes do texto, além disso esta edição é altamente ilustrada com cerca de 3 ilustrações do página, sendo uma das mais ilustradas da época.
Um aspecto do trabalho de Obsequens é que ele inspirou muito interesse em alguns círculos devido a referências sobre objetos que foram relacionados a OVNIs.
Para o ano 100 a.C., Obsequens escreve:
"Fax ardens Tarquiniis late visa subito lapsu cadens. Sub occasu solis orbis clipei similis ab occidente ad orientem visus perferri."
"Quando C. Murius e L. Valerius eram cônsuls, um objeto redondo, parecendo um escudo circular romano (clipei) voou no céu de oeste para leste."
Obs.: o clipeus era um escudo metálico arredondado.
Para o ano 91 a.C.:
"Enquanto Livius Troso estava promulgando as leis no início da guerra social (91-99 a.C.), no nascer do sol, houve um barulho horrível no céu e um globo de fogo apareceu queimando no norte. No território de Spoleto, um globo de fogo, de cor dourada, caiu na terra girando. Depois disso, ele pareceu aumentar de tamanho, subiu da terra e ascendeu para os céus, onde obscureceu o céu com o seu brilho. Ele passou para o quadrante oriental do céu."
Para o ano 42 d.C.:
"algo como uma arma, tipo um míssil, subiu com grande barulho da terra para o céu."